# Ерохин, Георгий Алексеевич
Георгий Алексеевич Ерохин (6 марта 1907, Усть-Илга, Иркутская губерния — 17 июня 1986, Иркутск) — командир химического взвода 54-го гвардейского кавалерийского полка 14-й гвардейской кавалерийской дивизии 7-го гвардейского кавалерийского корпуса, гвардии старшина.

## Биография
Родился 6 марта 1907 года в селе Усть-Илга (ныне — Жигаловского района Иркутской области) в крестьянской семье. Русский. Член ВКП(б)/КПСС с 1944 года. Окончил 6 классов. Работал помощником капитана парохода «Боец» на Жигаловской судоверфи Ленского речного пароходства.
В Красной Армии в 1929—31 годах и с 1941 года. Призван Якутским горвоенкоматом Якутской АССР. Участник боёв на Китайско-Восточной железной дороге (КВЖД) в 1929 году. На фронте в Великую Отечественную войну с сентября 1941 года.
Командир взвода разведки 54-го гвардейского кавалерийского полка (14-я гвардейская кавалерийская дивизия, 7-й гвардейский кавалерийский корпус, Белорусский фронт) гвардии сержант Георгий Ерохин в конце января 1944 года в районе посёлка городского типа Туров Житковичского района Гомельской области Белоруссии со вверенным ему взводом дерзкими атаками во фланг наступающему противнику способствовал удержанию позиций. Лично уничтожил около десятка гитлеровцев.
Приказом от 3 марта 1944 года «за образцовое выполнение заданий командования в боях с немецко-фашистскими захватчиками» гвардии сержант Г. А. Ерохин награждён орденом Славы 3-й степени (№ 55092).
В бою у деревни Писарева Воля Владимир-Волынского района Волынской области Украины 26 апреля 1944 года командир химвзвода 54-го гвардейского кавалерийского полка (14-я гвардейская кавалерийская дивизия, 7-й гвардейский кавалерийский корпус, 1-й Белорусский фронт) гвардии старший сержант Г. А. Ерохин со своим взводом внезапной атакой во фланг контратакующему противнику опрокинул его.
Приказом от 14 июня 1944 года «за образцовое выполнение заданий командования в боях с немецко-фашистскими захватчиками» гвардии старший сержант Г. А. Ерохин награждён орденом Славы 2-й степени (№ 1354).
25 июля 1944 года в районе северо-восточнее польского города Красник гвардии старшина Георгий Ерохин, командуя бойцами взвода, атаковал из засады отходящего противника и уничтожил свыше взвода вражеской пехоты.
Указом Президиума Верховного Совета СССР от 24 марта 1945 года «за образцовое выполнение заданий командования в боях с немецко-фашистскими захватчиками» гвардии старший сержант Г. А. Ерохин награждён орденом Славы 1-й степени (№ 114), став полным кавалером ордена Славы.
24 июня 1945 года гвардии старшина Г. А. Ерохин, в составе сводного полка 1-го Белорусского фронта, участвовал в историческом Параде Победы на Красной площади в Москве.
В ноябре 1945 года Г. А. Ерохин был демобилизован. Вернулся на родину. Жил и работал в селе Жигалово, затем в городе Иркутске. Скончался 17 июня 1986 года.

## Награды
Награждён орденом Отечественной войны 1-й степени, двумя орденами Красной Звезды, орденами Славы 1-й, 2-й и 3-й степени, медалями.

## Память
- 5 мая 1989 года в Иркутске на доме № 72 на улице Советской, где жил Георгий Ерохин, в память о нём установлена мемориальная доска[1].
- в месте рождения селе Усть-Илга одна из улиц названа его фамилией улица Ерохина